# Centrale thermique de Grosbliederstroff
La centrale électrique thermique de Grosbliederstroff a produit de l'énergie à partir de 1954 jusqu'à sa destruction en 1990.
Elle était située au bord du canal de la Sarre à Grosbliederstroff entre Sarreguemines et Sarrebruck.

## Histoire
Conçue par l'architecte Jean Fayeton, les études commencent en 1947 et les travaux débutent en 1949, en même temps que ceux de la Centrale Émile-Huchet du même architecte. Le bâtiment est entièrement construit en béton avec remplissage de briques. Les fumées étaient évacuées par deux cheminées de 140 m de haut, à l'époque les plus hautes cheminées d’Europe.
Les groupes entrent en fonction en 1954, le 1er couplage a lieu le 19 février pour le Groupe 1, et le 17 novembre pour le Groupe 2. Les 2 groupes sont équipés d'un alternateur auxiliaire servant à l'alimentation électrique des auxiliaires de chaque groupe. L'ensemble est fourni par la Société suisse Brown-Boveri. Les turbines ont une puissance de 110 MW. Le Groupe 1 est équipé de 4 chaudières Stein Industrie, le Groupe 2, d'une chaudière Babcock & Wilcox.
La centrale est arrêtée le 1er avril 1987. Elle est déséquipée de ses installations internes par des entreprises de récupération de métaux. La démolition commence en 1990 par le dynamitage des 2 cheminées, le 13 janvier et le 5 février.
Le site est en grande partie détruit, seuls subsistent les ateliers. Un élément de l'ancien téléphérique, dont une benne, est également conservé à proximité du site.

## Alimentation en charbon
Le moyen de transport du charbon est fait par téléphérique long de 13 km. L'installation relie le triage ferroviaire de Marienau au carreau de la centrale. Le débit du téléphérique est de 275 m3/h pour une vitesse de 2,5 m/s.